# Josef Benkeö von Kezdi-Sarfalva
Josef Benkeö von Kezdi-Sarfalva (* 26. Juni 1842; † 1. März 1919 in Budapest) war ein k. u. k. Geheimer Rat (1899), ungarischer und österreichischer Adliger sowie Offizier, zuletzt General der Kavallerie und Kommandant der 20. Kavalleriebrigade.

## Biographie

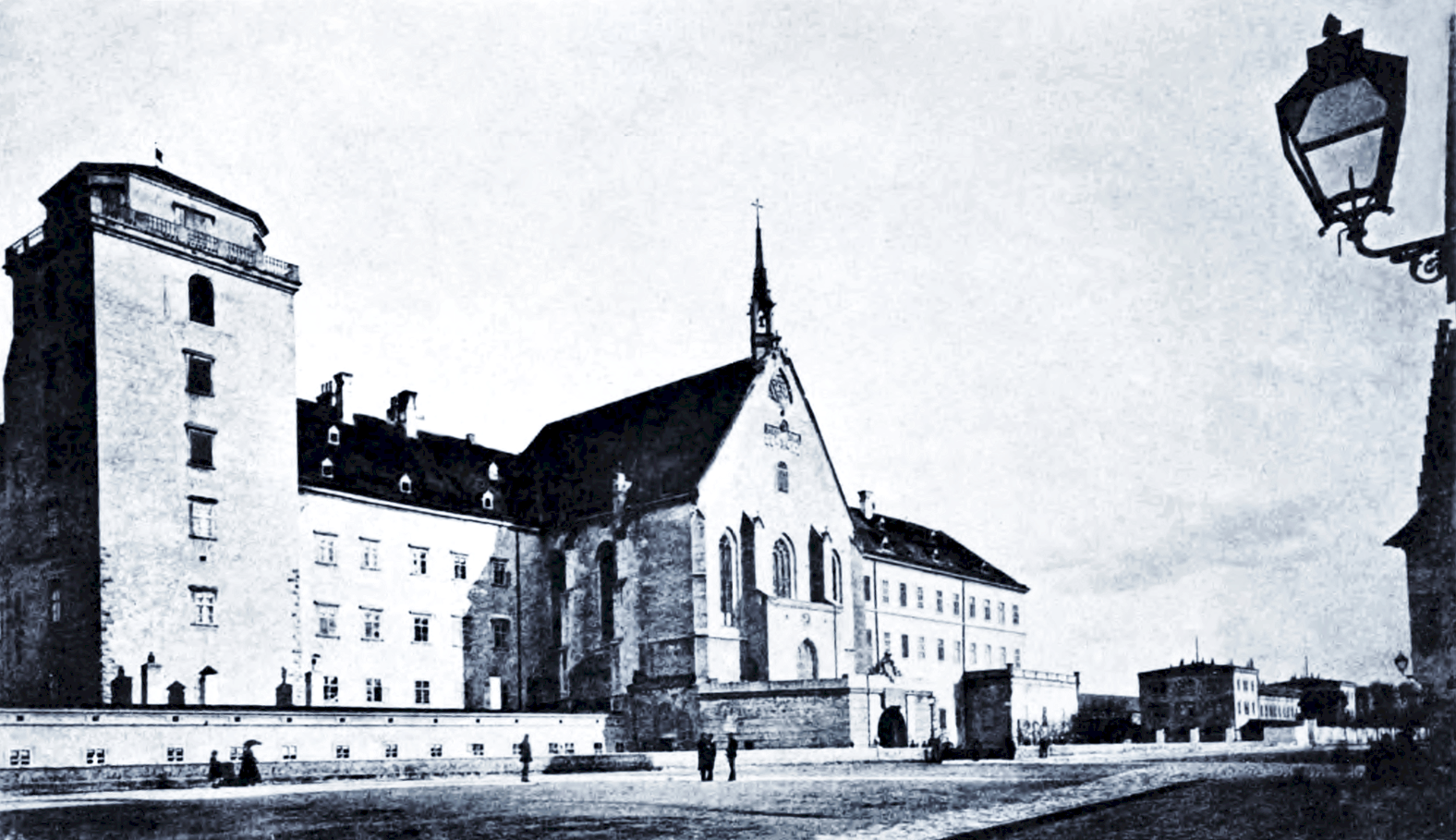
Theresianische Militärakademie um 1870

Der Sohn des ungarischen Offiziers Franz Benkeö de Kezdi-Sarfalva, dessen Vater 1803 in den ungarischen, 1804 das Siebenbürgischen Adelsstand erhoben worden war, trat 1861 nach dem Abschluss der Theresianischen Militärakademie in der Wiener Neustadt als Unterleutnant 2. Klasse ins Freiwilligen-Husarenregiment Nr. 2 ein, 1864 wurde der inzwischen Unterleutnant 1. Klasse im Husarenregiment Nr. 14 außer der Rangtour zum Oberleutnant befördert, sodann 1866 dem Husarenregiment Nr. 2 des Feldmarschallleutnants Moriz Graf Pálffy zugeteilt.
Dann als Major war er von der Stellenbesetzung her höchstwahrscheinlich Kommandant einer der beiden Divisionen des k.u.k. Dragonerregiments Graf Paar Nr. 2.
Zum Oberstleutnant befördert, wurde Benkeö zuerst  Interims-Regimentskommandant, dann als Oberst Regimentskommandant des  Husarenregiment Nr. 8.
Nach Verleihung des Ordens der Eisernen Krone 3. Klasse wurde Benkeö de Kezdi-Sárfalva, seit 1889 Oberst und Regimentskommandant im Husarenregiment Nr. 7, mit Allerhöchster Entschließung vom 20. Oktober 1894 auch in den österreichischen Adelsstand erhoben. Er war ebenfalls Offizier des königlich serbischen Takovo-Ordens. Eine Episode aus jener Zeit ist erhalten geblieben. Die Wöchentliche Anzeigen für das Fürstenthum Ratzeburg schrieb in ihrer Ausgabe vom 20. April 1894: „Kaiser Wilhelm ist am Sonntag früh acht Uhr in Karlsruhe eingetroffen. Über den Besuch in Wien ist noch nachzutragen, dass der Kaiser am Sonnabend, vor seiner Abreise von Wien, den Minister des Aeußern, Grafen Kalnoky, in längerer Audienz empfangen hat. Welche Begeisterung der Besuch des Kaisers in der Kaserne des 7. Husarenregiments, das seinen Namen trägt, hervorgerufen hat, zeigt folgende Mittheilung der Köln. Ztg. aus Wien: Nachdem Kaiser Wilhelm unter den Klängen des Heil Dir im Siegerkranz und unter stürmischen Eljenrufen der blauen Husaren die Reiterkaserne verlassen hatte, formierte Oberst von Benkeö Carré und sprach den Mannschaften den Dank des Kaisers und seinen eigenen aus, indem er mittheilte, dass Kaiser Wilhelm sechs Wachtmeistern und einem Corporal die preußische Kriegermedaille verliehen habe. Darauf erfolgte ein Ausbruch der Begeisterung, die allerdings nicht strengmilitairische Form annahm, indem eine Anzahl Unteroffiziere den Obersten und den Oberstlieutenant auf die Schultern hoben und eine Strecke weit trugen.“
Mit Rang vom 13. November 1894 stieg er zum Generalmajor, später zum Feldmarschallleutnant (Rang vom 13. November 1898) und schließlich zum General der Kavallerie mit Charakter am 1. April 1907 auf und ging danach in Pension.
Den Krieg und das Kriegsende erlebte er in Budapest, wo er auch starb.

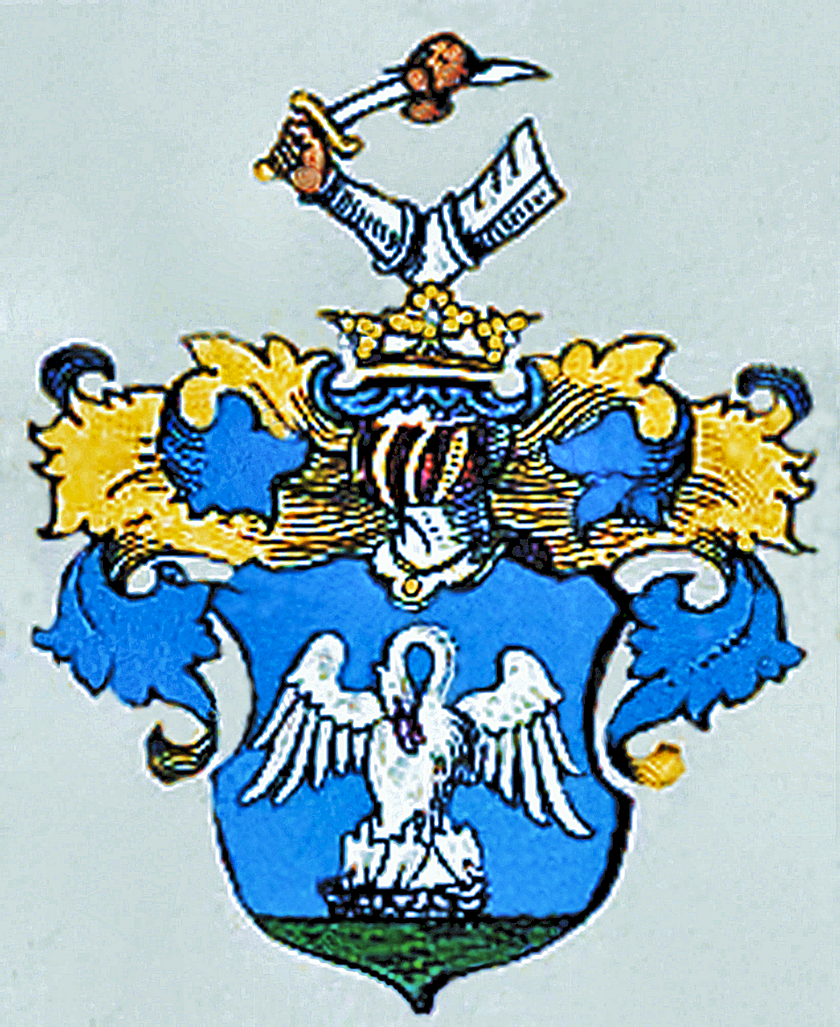
Wappen der Benkö de Kézdi-Sárfalva von 1816

## Wappen
1816: In Blau ein natürlicher Pelikan in grünem Neste, mit dem Schnabel seine Brust ritzend und mit dem heraustropfenden Blute seine drei Jungen atzend. Kleinod: Geharnischter gebogener Arm, in der Faust einen Krummsäbel mit goldenem Kreuzesgriffe haltend, dessen Spitze durch den Hals eines vom Rumpfe getrennten, mit Turban versehenen, schnurrbärtigen Türkenschädels gestoßen erscheint.